# Operation Rubikon (téléfilm)
Pour plus de détails, voir Fiche technique et Distribution.
Operation Rubikon est une téléfilm allemand réalisé par Thomas Berger diffusé en 2002.
L’intrigue du film n’a aucun lien avec la véritable opération Rubikon (de) (1970-1993), opération secrète du Service fédéral de renseignement ouest-allemand (BND) et de la Central Intelligence Agency (CIA) américaine de 1970 à 1993, qui est révélée en 2020.

## Synopsis
La jeune procureure Sophie Wolf se voit confier une affaire de livraison illégale d'armes et travaille avec l'Office fédéral de la police criminelle (BKA). Richard Wolf, président du BKA, est son père. Au cours de l'enquête, leur relation est mise à rude épreuve. Une unité spéciale composée de jeunes enquêteurs du BKA est formée pour découvrir le secret de la livraison d'armes. Une gigantesque conspiration qui atteint le gouvernement est découverte.

## Fiche technique
- Titre original : Operation Rubikon
- Réalisation : Thomas Berger assisté de Katharina Haase
- Scénario : Andreas Pflüger (de)
- Musique : Marcel Barsotti (de)
- Direction artistique : Peter Lewis, Olaf Schiefner
- Costumes : Bobo Altvater
- Photographie : Torsten Breuer
- Son : Marcus Sujata
- Montage : Ute Astrid Rall (de)
- Production : Jürgen Haase (de), Dirk Scharrer
- Société de production : Provobis (de)
- Société de distribution : ProSieben
- Pays de production :  Allemagne
- Langue : allemand
- Format : Couleur - 1,78:1 - Mono - 35 mm
- Genre : Thriller
- Durée : 200 minutes (2 parties)
- Date de diffusion :
  - Allemagne : 22 mai 2002

## Distribution
- Maria Schrader : Sophie Wolf
- Hilmar Thate : Richard Wolf
- Martin Feifel (de) : Gregor Vandreyke
- Jörg Schüttauf : Franz Krupka
- Heikko Deutschmann (de) : Niklas Grimm
- Justus von Dohnany : Jan Pieper
- Christian Redl : le ministre de l'intérieur Langheinrich
- Karl Kranzkowski (de) : Siegfried Thom
- Albert Kitzl (de) : Anton Czarny
- Oliver Marlo (de) : Heinze

## Production
Le roman du même nom d'Andreas Pflüger (de), basé sur le scénario, est publié par Herbig Verlag en 2004. Pour le film et le livre, l'auteur demanda conseil, entre autres, à l'ancien chef de l'Office fédéral de la police criminelle, Hans-Ludwig Zachert (de).

## Nominations
Hilmar Thate et Martin Feifel furent nominés en 2002 pour le Prix de la télévision allemande (de) du meilleur acteur principal et secondaire.